# Castellnou de Peramea
Castellnou de Peramea, també anomenat Castellnou de Baén o, a la regió, simplement Castellnou, és un antic poble del terme municipal de Baix Pallars, a la comarca del Pallars Sobirà. Pertanyia a l'antic terme, suprimit el 1969, de Baén. El segle xix pràcticament era ja tan sols una masia de Baén.
Està situat a l'extrem est del terme, tant de l'antic de Baén com de l'actual de Baix Pallars. Queda a prop i a l'est-sud-est de Sant Sebastià de Buseu i més allunyat a llevant de Baén, en els contraforts sud-occidentals de la Serra de Mollet. És a l'esquerra del Barranc de Sant Sebastià, que separa les dues poblacions esmentades.
Mai no formà ajuntament propi, però, dins de l'edat contemporània, formà part de l'ajuntament de Buseu i Sant Sebastià de Buseu (1812-1847), i a partir d'aquest darrer any, del de Baén, fins que el 1969 quedà integrat en el municipi denominat "Baix Pallars". La masia que subsisteix de l'antic poble, que es conserva sencera, és en el vessant nord-est d'un turó en el cim del qual hi ha les restes de l'antic castell i poblat que donen nom al lloc. Té 2 habitants (2013).

## Etimologia
Es tracta d'un topònim romànic medieval, de caràcter descriptiu: és el "castell nou" de Peramea.

## Història

### Edat mitjana
Castellnou de Peramea fou, al llarg de l'edat mitjana, la moderna i principis de la contemporània, un domini dels comtes de Pallars enmig de possessions del monestir de Gerri (la resta de l'antic terme de Baén). La seva importància raïa en el fet que per Castellnou de Peramea passaven els camins de Gerri de la Sal a la Seu d'Urgell.

### Edat contemporània
Pascual Madoz hi dedica un breu article en el seu Diccionario geográfico... S'hi pot llegir que 
Castellnou de Peramea tenia un únic veí (cap de casa), i 12 ànimes (habitants), i que està situat en una elevació no gaire pronunciada, combatuda per tots els vents; el clima hi és fred, amb moltes afeccions inflamatòries i de refredats. S'hi produïa ordi, patates; hi havia vaques i ovelles, i s'hi caçaven perdius, llebres i aus de pas.

## Demografia
| 1717 | 2000 | 2002 | 2004 | 2006 | 2008 | 2010 | 2011 | 2013 |
| ---- | ---- | ---- | ---- | ---- | ---- | ---- | ---- | ---- |
| 46   | 5    | 4    | 4    | 4    | 3    | 2    | 2    | 2    |

## Comunicacions
Mena a Castellnou la pista de Baén, que arrenca del punt quilomètric 295,2 de la carretera N-260, des d'on travessa la Noguera Pallaresa pel pont de Baén. Per aquesta carretera, de forta pujada i nombrosos revolts, s'arriba al poble de Baén en uns 8 quilòmetres. Des d'aquest poble cal emprendre cap al sud per una altra pista, que en uns 6 quilòmetres més duu fins a les restes del poble de Buseu. Des d'aquest poble cal seguir una pista cap al nord-est, que en uns 5 quilòmetres més arriba a Sant Sebastià de Buseu, i des d'aquest lloc, cal seguir la pista de Castellnou que, de primer cap al sud i després cap a l'est, mena a Castellnou de Peramea en uns dos quilòmetres més.